# Liu Xin
Liu Xin (chinês tradicional: 劉欣, chinês simplificado: 刘欣, pinyin: Liú Xīn; nascida em 10 de novembro de 1975) é uma apresentadora e jornalista da empresa de mídia estatal China Global Television Networks (CGTN), que desde 11 de janeiro de 2017 hospeda o programa de opinião chamado "The Point with Liu Xin". Ela é fluente em mandarim, inglês e francês e conversa em alemão e turco.

## Biografia
Liu nasceu em Zhenjiang, Jiangsu, China. Frequentou a Universidade de Nanquim, uma das principais universidades da China, entre 1993 e 1997, onde se formou em língua e literatura inglesa. Em 1996, Liu foi o primeiro estudante chinês a participar e vencer o International Public Speaking Competition em Londres. Após concluir seus estudos na universidade, ingressou na CCTV e depois se tornou uma âncora no canal de inglês da CCTV. Em 2011, foi mandada para Genebra, onde atuou como Chefe do Bureau da CCTV de Genebra por quase seis anos.
Desde a fundação da CGTN em 2016, ela retornou à China e iniciou o programa de opinião The Point com Liu Xin em 2017.
Em 2019, ela criticou a cobertura de Trish Regan, apresentadora da Fox News, sobre o conflito comercial EUA-China, afirmando ser "muito emocionado" e com "pouca substância". Posteriormente, Regan convidou Liu para um debate em seu programa. Um artigo publicado na Reuters antes do debate dizia que "a guerra de retórica entre China e Estados Unidos durante a crescente disputa comercial chegará a um crescente" com o debate. O debate chamou muita atenção na China, com postagens sobre o debate recebendo 260 milhões de visualizações e mais de 53.000 comentários no site de microblogs Sina Weibo. O debate foi posteriormente descrito como "educado, sem graça e condescendente" por uma conta nas mídias sociais.

## Vida pessoal
Liu é casada com um cidadão alemão de ascendência turca. Eles têm dois filhos.